# Janina Wirth
Janina Wirth verh. Weiß (* 1966) ist eine ehemalige deutsche Eiskunstläuferin.

## Sportliche Laufbahn
Janina Wirth trainierte beim SC Dynamo Berlin. Ihre Trainerin war Inge Wischnewski. Janina Wirth wurde 1982 Juniorenweltmeisterin.

## Erfolge/Ergebnisse
Weltmeisterschaften
- 1982 – 12. Rang
- 1983 – 11. Rang

Juniorenweltmeisterschaften
- 1982 – 1. Rang

Europameisterschaften
- 1982 – 9. Rang
- 1983 – 8. Rang

DDR-Meisterschaften
- 1982 – 2. Rang
- 1983 – 2. Rang

## Trivia
Ihr Vater Günther war ein ehemaliger DDR-Nationalspieler im Fußball.
| Personendaten    | Personendaten             |
| ---------------- | ------------------------- |
| NAME             | Wirth, Janina             |
| KURZBESCHREIBUNG | deutsche Eiskunstläuferin |
| GEBURTSDATUM     | 1966                      |